# ГОСТ 3489
ГОСТ 3489 «Шрифты типографские» — группа государственных стандартов СССР, которые устанавливали систему шрифтов и гарнитур (шрифтовых наборов), используемых в печати на территории СССР. Впервые введён в действие в 1946 году (с обновлениями и переизданиями в 1952, 1957 и 1971—1972 годах). Заменил собою старый стандарт ОСТ 1337 от 1932 года. До сих пор действует на территории России.
Состоит из серии подстандартов с нумерацией вида 3489.1, 3489.2 и т. д.: первый номер устанавливает общие правила, далее следуют стандарты, описывающие конкретную шрифтовую гарнитуру. Всего описывается 39 гарнитур.
Количество кеглей в гарнитуре, их конкретные графические параметры и признаки (форма засечки, контрастность, конкретные признаки по начертанию и кеглю) были утверждены и регламентированы. В каждом ГОСТе указывалось, что «несоблюдение стандарта преследуется по закону». Гарнитуры были официально разделены на группы.  Каждая из этих групп шрифтов характеризовалась определенными графическими параметрами шрифта и признаками.  

## Предшествовавшие стандарты
Для решения проблемы нехватки часто используемых букв специально созданной комиссией была создана таблица комплектации ставшая ОСТ 503 «Шрифт русский книжный. Комплектовка». Утверждён Комитетом по стандартизации 27.04.1929 г., как обязательный с 01.10.1929 г. Прекратил действие 01.08.1955.
Специально созданной комиссией был подготовлен ОСТ 1337 «Шрифты гартовые. Нумерация, рисунок, размеры (кегель)», который был принят в феврале 1930 г.. Прекратил действие 01.07.1947. ОСТ содержал 14 гарнитур, 31 начертание.
ОСТ 3503 «Шрифты деревянные. Нумерация, рисунок и размеры (в кеглях)» от 1931 г. включал 10 гарнитур: Тонкий гротеск, Узкий гротеск, "Реформа", Гермес-гротеск, Жирный гротеск, Квадратный светлый, Квадратный, Полужирный академический, Жирный египетский, Узкий египетский. Прекратил действие 01.01.1978.
В 1933 г. введен ОСТ НКЛП 5318/50 «Знаки наборные дополнительные. Особые размеры». Прекратил действие 01.10.1976. ОСТ НКЛП 6217/43 «Знаки математические типографские. Рисунки и размеры». Прекратил действие 15.12.1954. ОСТ НКЛП 6218/199 «Знаки химические типографские. Рисунки и размеры». Прекратил действие 15.12.1954.
Также был ГОСТ 5235-50 с обновлениями -59 и -74 на типографские сплавы. Специальный ГОСТ Р 50140-92 установил собственное начертание шрифта для авиации.

## ГОСТ 3489-46
ГОСТ 3489-46 «Шрифты типографские (на русской и латинской графических основах). Классификация, индексация, ассортимент». Принят и введён в действие 01.07.1947. Прекратил действие 01.01.1953. Стандарт делил шрифты на шесть основных (шрифты старого стиля, шрифты нового стиля, современные шрифты, египетские шрифты, гротесковые шрифты, афишные шрифты) и одну дополнительную группы.

## ГОСТ 3489-52
Принят и введён в действие 01.01.1953. Прекратил действие 01.07.1958. Утверждён Комитетом стандартов в 1951 г. По сравнению с прошлым ГОСТом в него добавлены 6 гарнитур: банниковская, журнальная, журнальная рубленая, новая газетная, обыкновенная новая, школьная. ГОСТ стал включать шрифты для монотипного и линотипного машинного набора. Стандарт делил шрифты на пять основных (16 шрифтов) и одну дополнительную (3 шрифта) группы.

## ГОСТ 3489-57
Принят и введён в действие 01.07.1958. Прекратил действие 01.01.1973. ГОСТ 3489-57 содержал 32 гарнитуры в шести группах. 1-я группа (4 шрифта): Литературная, Заголовочная газетная, Банниковская, Табличная. 2-я группа (5): Обыкновенная новая, Обыкновенная, Елизаветинская, Северная, Бодони книжная. 3-я группа (10): Академическая первая, Академическая вторая, Школьная, Журнальная, Новая газетная, «Балтика», Кудряшевская словарная, Альбомная, Бажановская, «Коринна». 4-я группа (3): Брусковая газетная, Брусковая старая, «Реклама». 5-я группа (6): Рубленая, Журнальная рубленая, Газетная рубленая, Кудряшевская словарная рубленая, Плакатная, Древняя. Дополнительная группа (4): «Пальмира», Пискаревская, Машинописная, Каллиграфическая. По сравнению с прошлым ГОСТом в него добавлены гарнитуры: академическая вторая, балтика, бажановская, бодони книжная, брусковая газетная, заголовочная газетная, кудряшевская словарная, северная и пискаревская и др. Для строкоотливных машин были добавлены шрифты крупных кеглей. Академическая вторая, заголовочная газетная и жирное начертание обыкновенной применялись в основном для заголовков газет.

## ГОСТ 3489-71-72
Стандарт был разделён на отдельные стандарты для каждой гарнитуры. Стандарт делит шрифты на шесть основных и одну дополнительную группы: группа рубленых шрифтов (7 шрифтов), группа шрифтов с едва наметившимися засечками (2), группа медиевальных шрифтов (5), группа обыкновенных шрифтов (7), группа брусковых шрифтов (4), группа новых малоконтрастных штрихов (13), дополнительная группа (1).
- ГОСТ 3489.1-71 «Шрифты типографские (на русской и латинской графических основах). Группировка. Индексация. Линия шрифта. Емкость». Взамен ГОСТ 3489-57 в части классификации и индексации. Введён в действие 01.01.1972.[17]
- ГОСТ 3489.2-71 «Шрифты типографские. Гарнитура Журнальная рубленая (для алфавитов на русской и латинской графических основах). Назначение. Рисунок. Линия шрифта. Емкость». Введён в действие 01.01.1973.[18]
- ГОСТ 3489.3-71 «Шрифты типографские. Гарнитура Газетная рубленая (для алфавитов на русской и латинской графических основах). Назначение. Рисунок. Линия шрифта. Емкость». Введён в действие 01.01.1972[19]
- ГОСТ 3489.4-71 «Шрифты типографские. Гарнитура Древняя (для алфавитов на русской и латинской графических основах). Назначение. Рисунок. Линия шрифта. Емкость».[20]
- ГОСТ 3489.5-71 «Шрифты типографские. Гарнитура Рубленая (для алфавитов на русской и латинской графических основах). Назначение. Рисунок. Линия шрифта».
- ГОСТ 3489.6-71 «Шрифты типографские. Гарнитура Плакатная (для алфавитов на русской и латинской графических основах). Назначение. Рисунок. Линия шрифта».[21]
- ГОСТ 3489.7-71 «Шрифты типографские. Гарнитура Букварная (для алфавитов на русской графической основе). Назначение. Рисунок. Линия шрифта. Емкость».[22]
- ГОСТ 3489.8-71 «Шрифты типографские. Гарнитура Агат (для алфавитов на русской графической основе). Назначение. Рисунок. Линия шрифта. Емкость».[23]
- ГОСТ 3489.9-71 «Шрифты типографские. Гарнитура Обыкновенная новая (для алфавитов на русской и латинской графических основах). Назначение. Рисунок. Линия шрифта. Емкость».[24]
- ГОСТ 3489.10-71 «Шрифты типографские. Гарнитура Обыкновенная (для алфавитов на русской и латинской графических основах). Назначение. Рисунок. Линия шрифта. Емкость».[25]
- ГОСТ 3489.11-71 «Шрифты типографские. Гарнитура Северная (для алфавитов на латинской графической основе). Назначение. Рисунок. Линия шрифта. Емкость».[26]
- ГОСТ 3489.12-71 «Шрифты типографские. Гарнитура Елизаветинская (для алфавитов на русской и латинской графических основах). Назначение. Рисунок. Линия шрифта. Емкость».[27]
- ГОСТ 3489.13-71 «Шрифты типографские. Гарнитура „Бодони книжная“ (для алфавитов на латинской графической основе). Назначение. Рисунок. Линия шрифта. Емкость».[28]
- ГОСТ 3489.14-71 «Шрифты типографские. Гарнитура Кузаняна (для алфавитов на русской и латинской графических основах). Назначение. Рисунок. Линия шрифта. Емкость».[29]
- ГОСТ 3489.15-71 «Шрифты типографские. Гарнитура „Байконур“ (для алфавитов на русской и латинской графических основах). Назначение. Рисунок. Линия шрифта. Емкость».[30]
- ГОСТ 3489.16-71 «Шрифты типографские. Гарнитура Брусковая газетная (для алфавитов на русской и латинской графических основах). Назначение. Рисунок. Линия шрифта. Емкость».[31]
- ГОСТ 3489.17-71 «Шрифты типографские. Гарнитура „Балтика“ (для алфавитов на русской и латинской графических основах). Назначение. Рисунок. Линия шрифта. Емкость».[32]
- ГОСТ 3489.18-71 «Шрифты типографские. Гарнитура „Реклама“ (для алфавитов на русской и латинской графических основах). Назначение. Рисунок. Линия шрифта. Емкость».[33]
- ГОСТ 3489.19-71 «Шрифты типографские. Гарнитура Хоменко (для алфавитов русского и украинского языков). Назначение. Рисунок. Линия шрифта. Емкость».[34]
- ГОСТ 3489.20-71 «Шрифты типографские. Гарнитура „Акцидентная Телингатера“ (для алфавитов на русской и латинской графических основах). Назначение. Рисунок. Линия шрифта. Емкость».[35]
- ГОСТ 3489.21-71 «Шрифты типографские. Гарнитура „Октябрьская“ (для русского алфавита). Назначение. Рисунок. Линия шрифта. Емкость».[36]
- ГОСТ 3489.22-71 «Шрифты типографские. Гарнитура Новая газетная (для алфавитов на русской и латинской графических основах). Назначение. Рисунок. Линия шрифта. Емкость».[37]
- ГОСТ 3489.23-71 «Шрифты типографские. Гарнитура Школьная (для алфавитов на русской и латинской графических основах). Назначение. Рисунок. Линия шрифта. Емкость».[38]
- ГОСТ 3489.24-71 «Шрифты типографские. Гарнитура Бажановская (для алфавитов на русской и латинской графических основах). Назначение. Рисунок. Линия шрифта. Емкость».[39]
- ГОСТ 3489.25-71 «Шрифты типографские. Гарнитура Журнальная (для алфавитов на русской и латинской графических основах). Назначение. Рисунок. Линия шрифта. Емкость».[40]
- ГОСТ 3489.26-71 «Шрифты типографские. Гарнитура Академическая (для алфавитов на русской и латинской графических основах). Назначение. Рисунок. Линия шрифта. Емкость».[41]
- ГОСТ 3489.27-71 «Шрифты типографские. Гарнитура Пискаревская (для русского, украинского и белорусского алфавитов). Назначение. Рисунок. Линия шрифта. Емкость».[42]
- ГОСТ 3489.28-71 «Шрифты типографские. Гарнитуры Кудряшевская словарная и Кудряшевская словарная рубленая (для алфавитов на русской и латинской графических основах). Назначение. Рисунок. Линия шрифта. Емкость».[43]
- ГОСТ 3489.29-71 «Шрифты типографские. Гарнитуры Кудряшевская энциклопедическая и Кудряшевская энциклопедическая рубленая (для алфавитов на русской и латинской графических основах). Назначение. Рисунок. Линия шрифта. Емкость».[44]
- ГОСТ 3489.30-71 «Шрифты типографские. Гарнитура Баченаса (для русского алфавита и алфавитов на латинской графической основе). Назначение. Рисунок. Линия шрифта. Емкость».[45]
- ГОСТ 3489.31-71 «Шрифты типографские. Гарнитура Новая журнальная (для алфавитов на русской и латинской графических основах). Назначение. Рисунок. Линия шрифта. Емкость».[46]
- ГОСТ 3489.32-71 «Шрифты типографские. Гарнитура Малановская (для русского алфавита). Назначение. Рисунок. Линия шрифта. Емкость».[47]
- ГОСТ 3489.33-72 «Шрифты типографские. Гарнитура Литературная (для алфавитов на русской и латинской графических основах) Назначение. Рисунок. Линия шрифта. Емкость».[48]
- ГОСТ 3489.34-72 «Шрифты типографские. Гарнитура Заголовочная газетная (для алфавитов на русской и латинской графических основах). Назначение. Рисунок. Линия шрифта. Емкость».[49]
- ГОСТ 3489.35-72 «Шрифты типографские. Гарнитура Банниковская (для алфавитов на русской и латинской графических основах). Назначение. Рисунок. Линия шрифта. Емкость».[50]
- ГОСТ 3489.36-72 «Шрифты типографские. Гарнитура Лазурского (для алфавитов на русской и латинской графических основах). Назначение. Рисунок. Линия шрифта. Емкость».[51]
- ГОСТ 3489.37-72 «Шрифты типографские. Гарнитура „Ладога“ (для алфавитов на русской и латинской графических основах). Назначение. Рисунок. Линия шрифта. Емкость».[52]
- ГОСТ 3489.38-72 «Шрифты типографские. Гарнитура Рерберга (для алфавитов на русской и латинской графических основах). Назначение. Рисунок. Линия шрифта. Емкость».[53]

### Список гарнитур
- Агат
- Академическая
- Акцидентная Телингатера
- Бажановская
- Байконур
- Балтика
- Банниковская
- Баченaса
- Бодони книжная
- Брусковая газетная
- Букварная
- Газетная рубленая
- Древняя
- Елизаветинская
- Журнальная рубленая
- Журнальная
- Заголовочная газетная
- Кудряшовская словарная
- Кудряшовская словарная рубленая
- Кудряшовская энциклопедическая
- Кудряшовская энциклопедическая рубленая
- Кузаняна
- Ладога
- Лазурского
- Литературная
- Малановская
- Новая газетная
- Новая журнальная
- Обыкновенная новая
- Обыкновенная
- Октябрьская
- Пискаревская
- Плакатная
- Реклама
- Рерберга
- Рубленая
- Северная
- Хоменко
- Школьная

| Гарнитура                               | ГОСТ | Группа         |
| --------------------------------------- | ---- | -------------- |
| Агат                                    | 8    |                |
| Академическая                           | 26   |                |
| Акцидентная Телингатера                 | 20   |                |
| Бажановская                             | 24   |                |
| Байконур                                | 15   |                |
| Балтика                                 | 17   |                |
| Банниковская                            | 35   |                |
| Баченaса                                | 30   |                |
| Бодони книжная                          | 13   |                |
| Брусковая газетная                      | 16   |                |
| Букварная                               | 7    |                |
| Газетная рубленая                       | 3    |                |
| Древняя                                 | 4    |                |
| Елизаветинская                          | 12   |                |
| Журнальная рубленая                     | 2    |                |
| Журнальная                              | 25   |                |
| Заголовочная газетная                   | 34   |                |
| Кудряшевская словарная                  | 28   |                |
| Кудряшевская словарная рубленая         | 28   |                |
| Кудряшевская энциклопедическая          | 29   |                |
| Кудряшевская энциклопедическая рубленая | 29   |                |
| Кузаняна                                | 14   |                |
| Ладога                                  | 37   |                |
| Лазурского                              | 36   |                |
| Литературная                            | 33   |                |
| Малановская                             | 32   |                |
| Новая газетная                          | 22   |                |
| Новая журнальная                        | 31   |                |
| Обыкновенная новая                      | 9    |                |
| Обыкновенная                            | 10   |                |
| Октябрьская                             | 21   |                |
| Пискаревская                            | 27   |                |
| Плакатная                               | 6    |                |
| Реклама                                 | 18   |                |
| Рерберга                                | 38   | дополнительные |
| Рубленая                                | 5    |                |
| Северная                                | 11   |                |
| Хоменко                                 | 19   |                |
| Школьная                                | 23   |                |